# ブレインロード
『ブレインロード』 (BRAIN LORD) は、1994年1月29日に日本のエニックスから発売されたスーパーファミコン用アクションロールプレイングゲーム。
主人公のレミールを操作し、ドラゴン討伐のために旅立ったまま行方不明となった父親を捜索する事を目的としている。経験値やレベルアップの概念が存在しない事や、パズルゲームの要素があるダンジョンなどを特徴としている。
開発はプロデュース! が行い、プロデューサーは『熱血大陸バーニングヒーローズ』（1995年）や『ミスティックアーク』（1995年）を手掛けた菊本裕智、企画は『ジャストブリード』（1992年）や『エルナード』（1993年）を手掛けた今田真二、音楽はセタの『ノスフェラトゥ』（1994年）を手掛けた赤堀正直、キャラクター・デザインはイラストレーターの神村幸子が担当している。
本作はゲーム誌『ファミコン通信』の「クロスレビュー」にてシルバー殿堂を獲得した。

## ゲーム内容

### 戦闘
本作には通常のRPGと異なり経験値やレベルアップの概念がなく、敵を倒すことで得られるのはお金のみとなっている。
主人公の強化は、武器防具の購入と装備、成長アイテムの入手と使用によって行われる。武器には弓矢やブーメラン・剣・斧・モーニングスターといったものがある。防具は兜・鎧・盾・アクセサリーの4種あり、盾と使い捨てのアクセサリーには使用できる回数が設定されている。使用可能な回数を使い切ると、そのアイテムは失われる。
そのほか、魔法のメダルを入手すると魔法による攻撃が可能となる。メダルの多くは町の魔法屋で購入でき、一部は宝箱やイベントから手に入る。
味方である4人の冒険者に戦闘シーンはなく、メッセージやイベントの臨場感によって「仲間」の存在を表現している。また、敵キャラクターの中には、目玉・ゴキブリ・イモムシなど現実的に生々しいものも登場する。
日本製のSFC作品としては珍しく、初期状態ではAボタンがキャンセル、Bボタンが決定に設定されている（「コンフィグ」メニューにより変更可能）。

### 妖精
また主人公は「ひすい」に入っている妖精を呼び出し、2体まで同時に従えることができる。妖精は種類によってそれぞれ特殊な能力を持ち、補助攻撃・ステータスの増強・主人公の回復などを自動的に行う。各妖精は一部の敵を倒すと出現する「妖精の玉」を集めることでレベルアップし、能力が高まる。

### ダンジョン
ほとんどのダンジョンには多くの扉・鍵・パズルが配置されている。見つけた鍵またはパズルで扉を開き、新しく行けるようになった領域で次の扉・鍵・パズルを探す。この繰り返しによってストーリーは進行してゆく。
ダンジョン内には動く床・消える床・ダメージゾーンなどの仕掛けもあり、スイッチに岩または鉄球を乗せるパズル・石版のヒントに従い何らかの行動を行う地点といった難易度の高い謎解きも数多くある。解き方を間違えると「主人公が自身を閉じ込めてしまう」状況も起こりえるため、本作品では「部屋の入口までワープする」機能である「リターン」コマンドがメニューに用意されている。ボスキャラクターとの戦闘中など特殊な状況を除き、「リターン」コマンドの使用に制限やペナルティはない。
ゲーム内に登場する町は「アークス」「トロント」の2箇所のみ。ダンジョン内でのアクション要素・パズル要素に重点を置いた構成となっている。

## 設定

### ストーリー
数百年前、ドラゴンをパートナーとして戦った人間「竜の戦士」。一族の末裔であるレミールの父は、ドラゴンの生き残りを探すために旅立ち、そのまま帰ってこなかった。
青年に成長したレミールは冒険者となり、父とドラゴンの手がかりを求め旅を続けていた。ある日、アークスの町でまどろみから目覚めた彼はドラゴンの噂を耳にする。

### 舞台

#### 町
アークス　レミールの故郷であり、4人の味方も同時にこの町から旅立った。北の街道を通ると光の塔、南の街道を通るとトロント、マーロンの工房から地下通路を通ると古代遺跡へと続く。
トロント　アークスの真南に位置しており、闘技場や図書館が存在するなどアークスと比べて都市化の傾向が強い。ワープゾーンから砂漠地帯へ渡ることができる。終盤にはワームの襲撃を機にプラチナムへと続く道が開かれる。

#### フィールド・通路
北の街道光の塔へと続く道。途中の崖はジャンプで昇降できる。
地下通路マーロンの工房から入ることができる。古代遺跡へ渡るには斧が必要。
南の街道トロントへと続く道。西の像から火山地帯へ行くこともできる。
砂漠地帯一面砂漠であり、あるところに1つだけワープゾーンが存在する。
火山地帯断崖絶壁を昇降した先にドルーガへの出入り口が存在する。
ワームの穴ワームの襲撃を機に開かれた通路であり、通路内全体が暗闇という難所。プラチナムへと続く。

#### ダンジョン
光の塔ドラゴンのうろこが落ちているという噂で知られ、物語もドラゴンのうろこを手に入れることから始まった。動く床や消える床といった仕掛けや岩を動かす謎解きなどが攻略上の特徴。
古代遺跡地下通路を渡ると立ち入ることができる。HPを削る高圧電流や暗闇、乗ると指定された方向へ流されるベルトコンベアといったメカニカルな仕掛けが特徴。
氷の城砂漠地帯にあるワープゾーンから立ち入ることができる。滑る氷の床、使用すると状態異常にかかる泉、熱で溶かす必要のある氷の塊、レミールを追尾する弾を発射する大砲など癖のある仕掛けや罠が多い。さらに水中では急激にHPが奪われる、特定フロアでは魔法が使えないなどダンジョン内の環境がこれまでより厳しさを増している。
ドルーガHPを急激に削る地形である溶岩、自爆して大ダメージを与えるモンスターなどが特徴。最深部にはファイヤードレイクの最後の個体が下り、レミールに闇の魔王について話しつつ能力値を大幅に上昇してくれる。
プラチナム本作のラストダンジョン。特定の物以外何も見えないばかりか魔封じやリターン不可の効果をもたらす「ダークゾーン」と呼ばれるフロア、彫像を装った敵、乗ると一瞬で崩れてレミールを落下されるヒビの入った床、特定の呪文がないと足場を確保できない空間など頭を悩ませる謎解き要素がふんだんにあしらわれている。

## 登場人物

### 主要人物
レミール（デフォルト名/変更可）
本作の主人公。ゲームの冒頭（幼少期の回想）以外にセリフはない。冒険の中で次第に力を認められ、仲間たちに支えられてゆく。設定画では茶髪だがゲーム内では青い髪をしている。
カシアン
十代の少女。家出をし冒険者となったらしい。勝ち気でマイペースな性格。入浴前に話しかけられて怒る・気になった壁を掘る・押されて取り乱すなど、コミカルな言動が目立つ。
レイン
男性の賞金稼ぎ。由緒ある戦士一族の出身。端麗な容姿と気品を帯びているが、いち冒険者としての性格は楽天的かつ短絡的。冒険者一同のムードメーカー的存在。トロントに婚約者がいる。
フェリス
女性の魔法使い。生真面目・ミステリアスな雰囲気だが、かわいらしい一面も持つ。ネズミが大の苦手。ワープホールを開くなど、魔法に関しては高い技能を修得している。
バーニス
壮年の魔法使い。元は僧侶だったが、あるとき不吉な前兆を感じ、伝説のドラゴンを探すため冒険者となった。ダンジョン内では、たびたびアイテムの売買と体力回復を行ってくれる。
ウラネラ
元冒険者。故人。アークスに夫人と父親が暮らしている。
ラウン司祭
アークスに住む聖職者。教会の仕事を放り出し、酒びたりぎみになっている。
マーロン
アークスに工房を構えている鍛冶屋。息子と妻の3人家族。武器の生産に用いる「ドラゴンのうろこ」が手に入らず本業は滞っている。
カタバンチ
鍛冶屋マーロンの息子。宿屋のビンスとは友人同士。
ビンス
アークスにある宿屋の息子。店主夫婦（両親）に言いつけられ、日々雑務をこなしている。
宝石商
「ひすい」を扱う行商人。買い取りも行っている。店舗は持たず、滞在している宿屋の個室にて取引を行う。
ルーベンス
トロントに住む老人。古代文明について研究している。
バネッサ
トロントに住む女性。レインの婚約者。
セイントエルフ
ドラゴンの力を受け継ぐ者を見極めるために「氷の城」を治める美しいエルフの女性であり、ラムスを番犬として使役している。
ラムス
「氷の城」に住む魔物。トロントに対して妨害を仕掛ける。
ファイヤードレイク
知恵のドラゴン。最近はその姿を見せていない。

### 妖精
妖精の名前はいずれもデフォルト名であり、名称はひすい入手時に設定可能。妖精の能力の大きさは基本的にパワーの数値で決定する。また、妖精は敵に倒されることも無い。妖精の種類によっては一部、同一種の妖精を2体呼び出すことができる（全13体）。
イフリー（2匹目はガーラ）
「くれないのひすい」に封じられている妖精。敵を見つけると直線軌道の火の玉で攻撃する。レベルと共に威力が大きくなり、火の玉の形状も変化する。
ドムル（2匹目はプリス）
「水のひすい」に封じられている妖精。敵を見つけると追尾型の水弾で攻撃する。レベルが上がるにつれ弾の速度と威力が大きくなる。
ピルル（2匹目はジーマ）
「いかづちのひすい」に封じられている妖精。敵が接近すると雷をその身にまとって攻撃する。レベルが上がると雷の出る速度が増し、威力と範囲も大きくなっていく。
ワーク（2匹目はグリフィン）
「いかりのひすい」に封じられている妖精。獰猛な性質であり、敵を見つけると自ら寄っては敵の近くを飛び回りつつ倒れるまで体当たりして攻撃する。レベルが上がるにつれて攻撃力が大きくなり、更に自分の周囲に静電気状のバリアを発するようになる。
セラ
「力のひすい」に封じられている妖精。レミールの攻撃力を妖精のパワー分上げてくれる。レベルが上がるにつれ、パワーが大きくなる。
ゴレム
「いしずえのひすい」に封じられている妖精。レミールの防御力を妖精のパワー分上げてくれる。レベルが上がるにつれパワーが大きくなる。
アノン
「いのちのひすい」に封じられている妖精。一定時間毎にレミールのHPを1回復してくれる。レベルが上がるにつれ回復するまでの時間間隔が短くなってゆく。
カース
「死者のひすい」に封じられている妖精。レミールが死亡した際、自分のレベルを1引き換えにして蘇生させる(HPは完全回復)。そのためこの能力はレベル2以上でないと発揮されない。
パーズン
「ひかりのひすい」に封じられている妖精。暗い場所に入ると光を放って照らし、何かあるとそこを照らして教えてくれる。一部のダークゾーンでは効果がない。レベルが上がるにつれ、照らす範囲が大きくなる。

## スタッフ
- ゲーム・プランナー：今田真二
- シナリオ・ライター：鈴木俊之
- グラフィック・ディレクター：日下純
- マップ・デザイナー：鈴木多恵子
- グラフィック・デザイナー：平井隆之、沼宮内純也
- メイン・プログラマー：すみたたけお
- サブ・プログラマー：酒井誠、鈴木俊之
- サウンド・ディレクター：鈴木隆志
- 音楽：赤堀正直
- サウンド：榎木淳
- キャラクター・デザイナー：神村幸子
- ロゴタイプ・イラスト：古野裕一
- エニックス・スタッフ：千田幸信、川口貴雄、ひらさわまさひろ、さいとうみな
- スーパーバイザー：狩野健二郎、矢作貞雄
- アートワーク：山本秀樹、難波彰
- パブリック・リレーションズ：牧徹
- プロデューサー：菊本裕智
- パブリッシャー：福嶋康博

## 評価
- 日本のゲーム誌『ファミコン通信』の「クロスレビュー」では、8・7・8・7の合計30点（満40点）でシルバー殿堂を獲得[3]、『ファミリーコンピュータMagazine』の読者投票による「ゲーム通信簿」での評価は以下の通りとなっており、21.4点（満30点）となっている[6]。

| 項目 | キャラクタ | 音楽 | お買得度 | 操作性 | 熱中度 | オリジナリティ | 総合 |
| 得点 | 3.5        | 3.5  | 3.6      | 3.7    | 3.8    | 3.4            | 21.4 |

- アメリカ合衆国のゲーム誌『エレクトロニック・ゲーミング・マンスリー』では7.5点（満10点）、『Nintendo Power』では3.525点（満5点）の評価を受けている[7]。